# We Are the Winners
Chansons représentant la Lituanie au Concours Eurovision de la chanson
Little by Little
(2005) Love or Leave
(2007)
We Are the Winners (en français Nous sommes les Gagnants) est la chanson représentant la Lituanie au Concours Eurovision de la chanson 2006. Elle est interprétée par le groupe LT United.

## Chanson
La chanson, qui rappelle thématiquement We Are the Champions de Queen, est une joyeuse célébration ironique de leur future victoire soi-disant inévitable au Concours Eurovision de la chanson sous la forme d'un chant de stade de football, avec le refrain répétant « Nous sommes les gagnants de l'Eurovision / Nous sommes, nous sommes ! [...] Alors, tu dois voter, voter, voter pour les gagnants ! ».
L'année précédente, la Lituanie avait fini dernière de la demi-finale. Andrius Mamontovas écrit la chanson en conservant son ironie. Il réunit autour de lui le rockeur Saulius Urbonavičius, l'animateur de télévision Marijus Mikutavičius, le danseur Arnoldas Lukošius, le violoniste rock Eimantas Belickas et Viktoras Diawara (membre du groupe Skamp qui avait participé en 2001).

## Eurovision
La chanson de la Lituanie pour le Concours 2006 est choisie lors d'une finale nationale organisée par le radiodiffuseur lituanien LRT. Avant la finale, quatre manches qualificatives pour les nouveaux artistes et trois demi-finales ont lieu pour sélectionner les 16 finalistes.
We Are The Winners est d'abord présentée lors de la troisième demi-finale le 25 février 2006 qu'elle remporte avec une large marge.
La finale a lieu le 4 mars 2006, le vainqueur est décidé par un télévote. La chanson gagne avec 32 669 votes, plus de 16 000 de plus que la deuxième place. En conséquence, la chanson représentera la Lituanie au Concours Eurovision de la chanson 2006.
Comme l'année précédente la Lituanie ne s'est pas qualifiée pour la finale, la chanson est d'abord présentée lors de la demi-finale. La chanson est la dix-huitième de la soirée, suivant Amambanda interprétée par Treble pour les Pays-Bas et précédant Coisas de nada interprétée par Nonstop pour le Portugal.
À la fin des votes, la chanson obtient 163 points et finit cinquième des vingt-trois participants. Elle fait partie des dix chansons qualifiées pour la finale.
Lors de la finale, la chanson est la dix-huitième de la soirée, suivant Lejla interprétée par Hari Mata Hari pour la Bosnie-Herzégovine et précédant Teenage Life interprétée par Daz Sampson pour le Royaume-Uni.
À l'entrée sur scène du groupe puis après sa prestation, on entend des huées dans le public.
À la fin des votes, la chanson obtient 162 points et finit sixième des vingt-autre participants. La Lituanie est qualifiée directement en finale pour le Concours Eurovision de la chanson 2007.
Lors de la conférence de presse après le spectacle, le gagnant, le groupe Lordi, chante le refrain de We Are The Winners en entrant.

### Points attribués à la Lituanie lors de la demi-finale
| 12 points                                                     | 10 points                                                 | 8 points                          | 7 points                       | 6 points                                       |
| ------------------------------------------------------------- | --------------------------------------------------------- | --------------------------------- | ------------------------------ | ---------------------------------------------- |
| - Irlande                                                     | - Lettonie - Pologne - Royaume-Uni                        | - Estonie - Finlande - Islande    | - Belgique                     | - Biélorussie - Bulgarie - Moldavie - Slovénie |
| 5 points                                                      | 4 points                                                  | 3 points                          | 2 points                       | 1 point                                        |
| - Andorre - Croatie - Norvège - Pays-Bas - Portugal - Ukraine | - Chypre - Danemark - Macédoine - Monaco - Russie - Suède | - Roumanie - Serbie-et-Monténégro | - Bosnie-Herzégovine - Turquie | - Allemagne - Grèce                            |

### Points attribués à la Lituanie lors de la finale
| 12 points                    | 10 points                                                            | 8 points                                                       | 7 points                      | 6 points                           |
| ---------------------------- | -------------------------------------------------------------------- | -------------------------------------------------------------- | ----------------------------- | ---------------------------------- |
| - Irlande                    | - Lettonie - Pologne - Royaume-Uni                                   | - Estonie - Finlande - Islande                                 | - Andorre - Danemark - Monaco | - Biélorussie - Croatie - Pays-Bas |
| 5 points                     | 4 points                                                             | 3 points                                                       | 2 points                      | 1 point                            |
| - Norvège - Russie - Ukraine | - Belgique - Chypre - Espagne - Grèce - Moldavie - Monaco - Portugal | - Israël - Macédoine - Serbie-et-Monténégro - Slovénie - Suède |                               | - Allemagne - Bulgarie - Malte     |

## Postérité
LT United enregistre une version pour la Coupe du monde de football 2006 avec des paroles légèrement modifiées. Cet enregistrement semble être destiné à être adopté par n'importe quelle équipe, puisque la Lituanie ne s'est pas qualifiée pour la phase finale. Le refrain de la chanson est interprété en direct par Robbie Williams lors de son spectacle au stade Roi Baudouin à Bruxelles le 13 juin 2006.
En mars 2022, le groupe se reforme pour une version actualisée You Are The Winners, Ukraina, pour manifester son soutien à l'Ukraine qui subit l'invasion de la Russie.

## Ventes et classements
En Lituanie, We Are the Winners sort en CD single le 7 juin 2006. Le 1er août, il est certifié platine (atteignant 5 000 ventes). Il est devenu le premier single de platine en Lituanie depuis quatre ans.
| Classement (2006)                  | Meilleure position |
| ---------------------------------- | ------------------ |
| Finlande (Suomen virallinen lista) | 14                 |